# Tổng thống Croatia

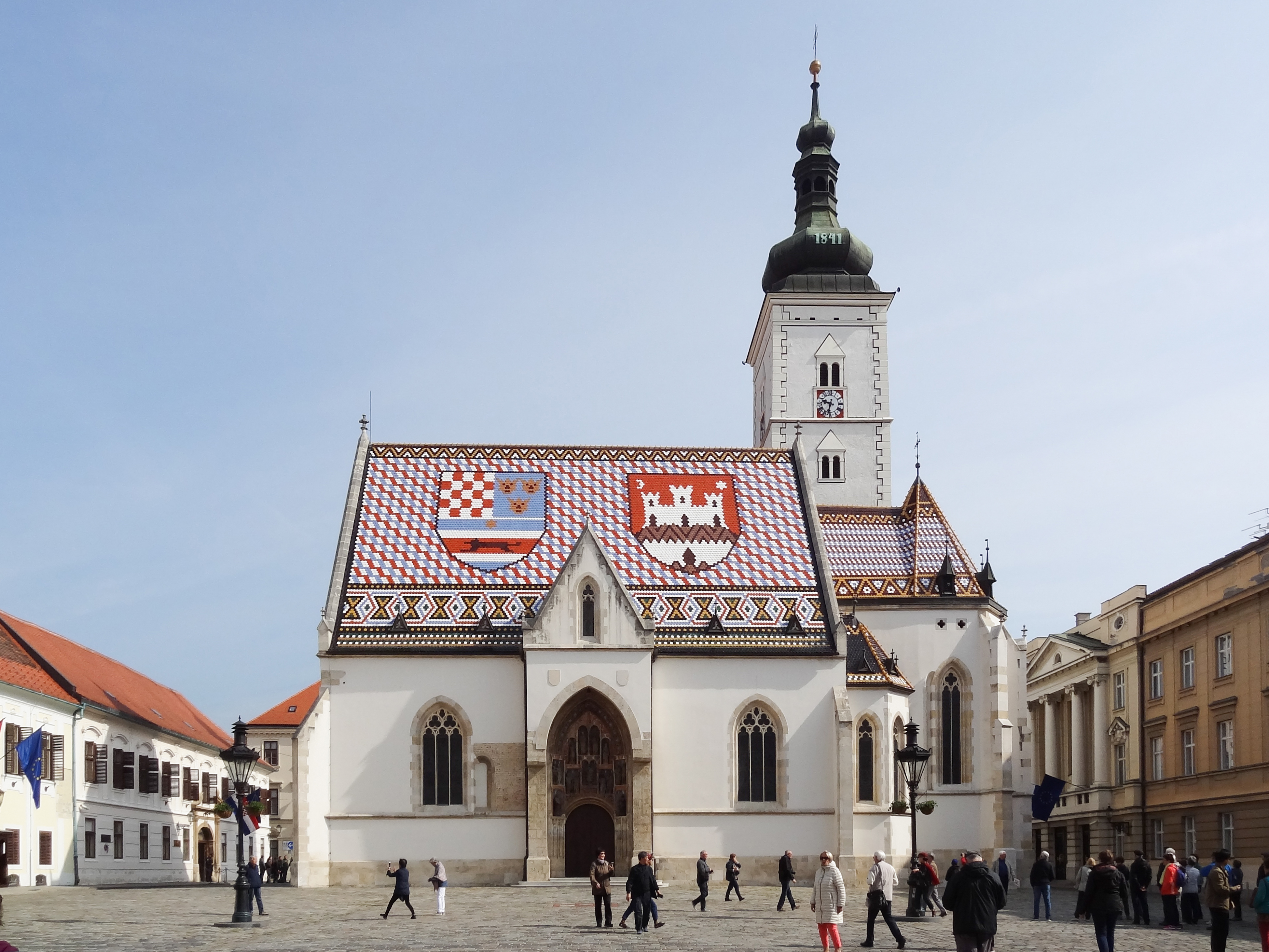
Phía trước Nhà thờ Thánh Máccô tại Zagreb là nơi thông thường tổ chức lễ tuyên thệ nhậm chức tổng thống Croatia.

Tổng thống Croatia, chính thức là tổng thống Cộng hòa Croatia (Predsjednik Republike Hrvatske), là nguyên thủ quốc gia, tổng tư lệnh của Croatia, thay mặt Croatia về đối nội và đối ngoại. Tổng thống là chức danh cao nhất của Croatia nhưng không phải là người đứng đầu chính phủ vì Croatia là cộng hòa đại nghị, thủ tướng mới là chức danh có quyền lực cao nhất.
Tổng thống có nhiệm vụ duy trì sự ổn định và hoạt động thường xuyên của chính quyền quốc gia, đồng thời bảo vệ độc lập và toàn vẹn lãnh thổ của đất nước. Tổng thống có quyền giải tán Quốc hội Croatia (trong những trường hợp do Hiến pháp quy định) và tổ chức trưng cầu ý dân (có thủ tướng tiếp ký). Tổng thống bổ nhiệm thủ tướng căn cứ vào số lượng đại biểu của các đảng trong Quốc hội sau khi thảo luận với lãnh đạo các đảng, quyết định ân xá và tặng thưởng huân chương, các giải thưởng nhà nước. Tổng thống và Chính phủ hợp tác thực hiện chính sách đối ngoại. Ngoài ra, tổng thống là tổng tư lệnh Quân đội Croatia. Tổng thống bổ nhiệm giám đốc Cơ quan An ninh và Tình báo với sự đồng ý của thủ tướng. Tuy được hưởng quyền miễn trừ nhưng tổng thống vẫn có thể bị luận tội vì vi phạm Hiến pháp. Trong trường hợp tổng thống tạm thời hoặc vĩnh viễn không làm việc được thì chủ tịch Quốc hội giữ quyền tổng thống. Trong trường hợp khuyết tổng thống thì phải bầu ra tổng thống mới chậm nhất là 60 ngày.
Văn phòng Tổng thống (Ured Predsjednika Republike) gồm những nhân viên trực thuộc tổng thống và những nhân viên hỗ trợ báo cáo với tổng thống. Trụ sở Văn phòng Tổng thống là Dinh Tổng thống ở quận Pantovčak tại Zagreb. Hiến pháp Croatia quy định hình thức và cách sử dụng cờ hiệu tổng thống, được treo trên các tòa nhà của Văn phòng Tổng thống, dinh thự của tổng thống, phương tiện mà tổng thống sử dụng và vào những dịp nghi lễ khác.
Tổng thống được bầu ra theo nguyên tắc phổ thông đầu phiếu và bỏ phiếu kín. Nhiệm kỳ của tổng thống là 5 năm. Nếu không có người ứng cử nào giành được quá nửa tổng số phiếu bầu (bao gồm cả phiếu trắng và phiếu không hợp lệ) thì phải tổ chức vòng bầu cử thứ hai. Không ai được giữ chức vụ tổng thống quá hai nhiệm kỳ. Tân tổng thống phải tuyên thệ nhậm chức trước các thẩm phán Tòa án Hiến pháp. Franjo Tuđman trúng cử tổng thống trong cuộc bầu cử tổng thống đầu tiên vào năm 1992 và cuộc bầu cử thứ hai vào năm 1997. Trong thời gian đương chức, Tuđman được Quốc hội trao quyền hạn sâu rộng (ví dụ: quyền bổ nhiệm, bãi nhiệm nhiều quan chức, phê chuẩn hạt trưởng) do Liên minh Dân chủ Croatia của ông chiếm đa số trong Quốc hội trong suốt thập niên 90. Sau khi ông qua đời vào năm 1999, hiến pháp Croatia được sửa đổi theo hướng chuyển giao nhiều quyền hạn của tổng thống cho Quốc hội, thủ tướng và chính phủ. Stjepan Mesić trúng cử hai nhiệm kỳ tổng thống liên tiếp vào năm 2000 và 2005. Ivo Josipović trúng cử tổng thống trong cuộc bầu cử năm 2009–2010. Kolinda Grabar-Kitarović trúng cử tổng thống trong cuộc bầu cử năm 2014–2015. Ngày 5 tháng 1 năm 2020, nguyên thủ tướng Zoran Milanović trúng cử tổng thống trong cuộc bầu cử năm 2019–20 và nhậm chức vào ngày 19 tháng 2 năm 2020.

## Danh sách tổng thống Croatia
Đây là dòng thời gian liệt kê các tổng thống Croatia kể từ cuộc bầu cử Quốc hội đa đảng đầu tiên vào năm 1990.

## Nhiệm vụ và quyền hạn

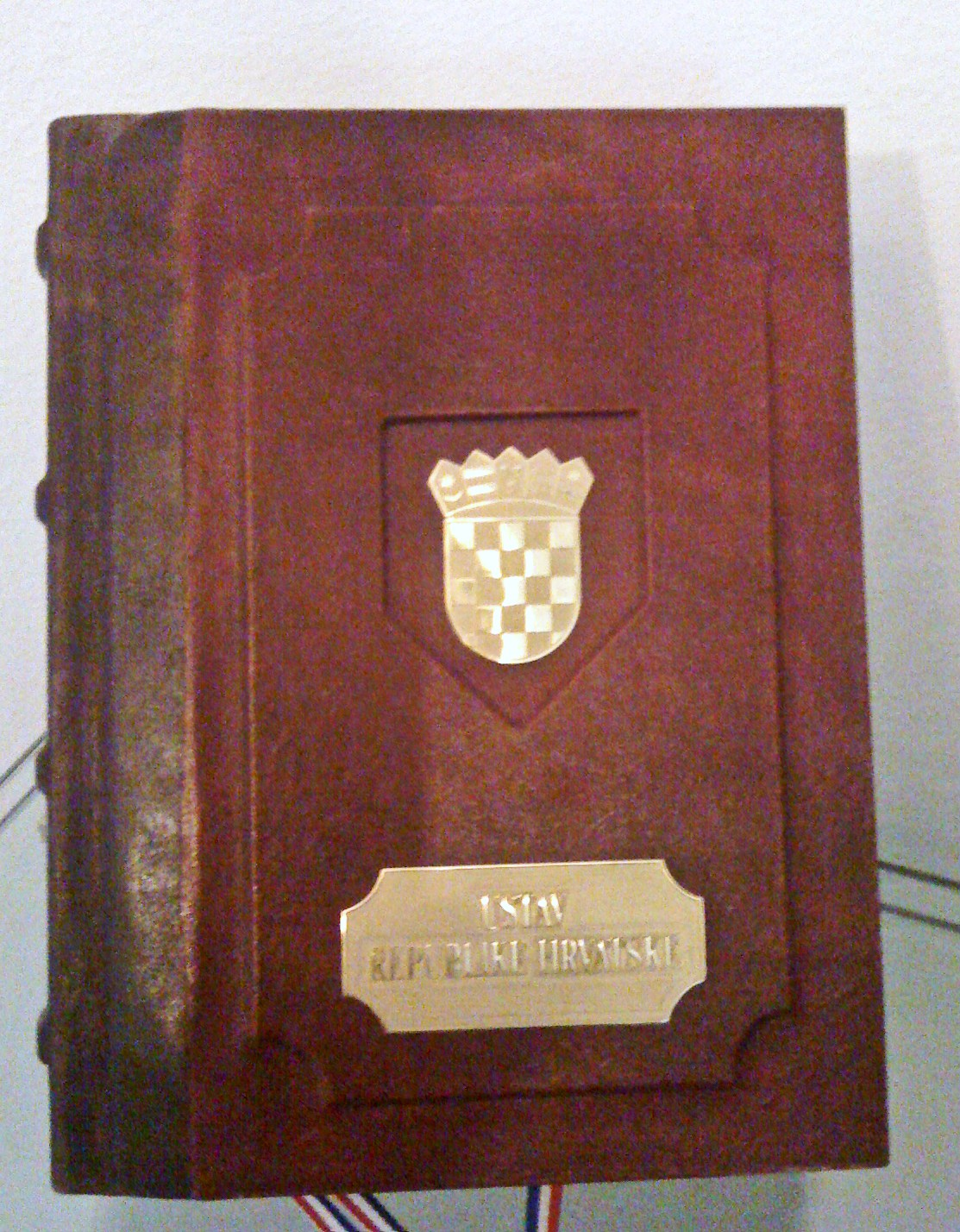
"Hiến pháp số 1", được sử dụng trong lễ nhậm chức tổng thống.

Tổng thống Croatia là nguyên thủ quốc gia của Croatia, thay mặt Croatia về đối nội và đối ngoại, có nhiệm vụ duy trì sự ổn định và hoạt động thường xuyên của chính quyền quốc gia, bảo vệ độc lập và toàn vẹn lãnh thổ của đất nước. Tổng thống không được kiêm nhiệm chức vụ công hoặc tư khác.
Tổng thống Croatia quyết định tổ chức bầu cử Quốc hội Croatia và triệu tập kỳ họp đầu tiên của Quốc hội. Tổng thống bổ nhiệm thủ tướng căn cứ vào số lượng đại biểu của các đảng trong Quốc hội. Người được tổng thống đề cử phải được Quốc hội tín nhiệm để thành lập Chính phủ (sau khi được quá nửa tổng số đại biểu biểu quyết tán thành, tổng thống chính thức bổ nhiệm người được đề cử làm thủ tướng, trong khi thủ tướng bổ nhiệm các bộ trưởng; mọi quyết định đều được chủ tịch Quốc hội tiếp ký). Tổng thống cũng quyết định tổ chức trưng cầu ý dân, ân xá và tặng thưởng huân chương, các giải thưởng nhà nước, danh hiệu vinh dự nhà nước.

### Đối ngoại
Tổng thống Croatia phối hợp với Chính phủ trong việc hoạch định, thi hành chính sách đối ngoại của Croatia. Tổng thống quyết định thành lập cơ quan đại diện ngoại giao của Croatia tại nước ngoài theo đề nghị của Chính phủ. Theo đề nghị của Chính phủ, với sự tiếp ký của thủ tướng và ý kiến của ủy ban của Quốc hội, tổng thống quyết định cử, triệu hồi đại diện ngoại giao của Croatia. Tổng thống tiếp nhận quốc thư và thư triệu hồi của đại diện ngoại giao nước ngoài.

### An ninh quốc gia và quốc phòng

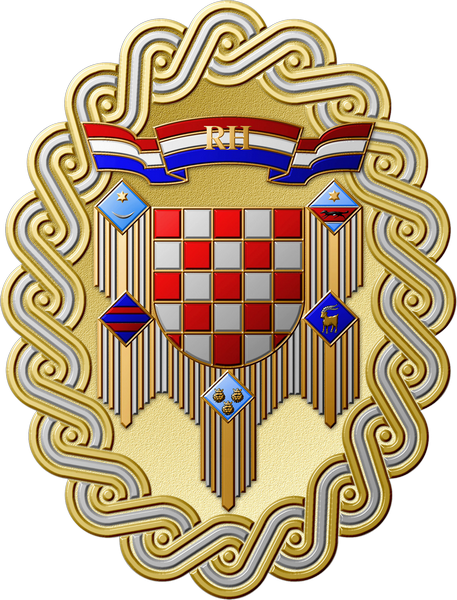
Huy hiệu tổng tư lệnh Quân đội Croatia của tổng thống

Tổng thống Croatia là tổng tư lệnh Quân đội Croatia và có quyền bổ nhiệm, miễn nhiệm chỉ huy quân sự, đặc biệt là tổng tham mưu trưởng theo quy định của pháp luật. Tổng thống quyết định phong, thăng quân hàm cấp hạ sĩ quan, cấp tướng, cấp đô đốc theo đề nghị của bộ trưởng.
Tổng thống phối hợp với chính phủ trong việc chỉ đạo hoạt động của ngành an ninh và tình báo Croatia. Tổng thống và thủ tướng cùng bổ nhiệm thủ trưởng các cơ quan an ninh và tổng thống có quyền tham dự phiên họp của nội các. Tổng thống và thủ tướng cùng triệu tập Hội đồng Quốc phòng và Hội đồng An ninh quốc gia; tổng thống là chủ tịch của hai hội đồng và chủ tọa các phiên họp của hai hội đồng.
Tổng thống được Nội các quân sự (Vojni ured) thuộc Văn phòng Tổng thống gồm những sĩ quan giúp thực hiện nhiệm vụ quốc phòng, an ninh quốc gia. Tổng thống phối hợp với Tổng Tham mưu trưởng Quân đội Croatia.

#### Tình trạng chiến tranh và tình trạng khẩn cấp
Căn cứ vào nghị quyết của Quốc hội, tổng thống tuyên chiến và giảng hòa. Trong trường hợp nền độc lập, thống nhất và sự tồn tại của nhà nước Croatia bị đe dọa trực tiếp, tổng thống có quyền ra lệnh sử dụng Quân đội Croatia với sự tiếp ký của thủ tướng, ngay cả khi chưa tuyên bố tình trạng chiến tranh. Trong tình trạng chiến tranh hoặc nếu các cơ quan nhà nước không thể thực hiện nhiệm vụ, tổng thống có quyền ban hành sắc luật trên cơ sở nghị quyết ủy quyền của Quốc hội và triệu tập, chủ trì phiên họp của chính phủ. Nếu Quốc hội không thể họp khi có tình trạng chiến tranh thì tổng thống có quyền ban hành sắc luật quyết định mọi vấn đề cần thiết với sự tiếp ký của thủ tướng. Sắc luật của tổng thống phải được trình Quốc hội phê chuẩn ngay khi Quốc hội có thể họp, nếu không thì sẽ mất hiệu lực.

### Giải tán Quốc hội
Tổng thống có nhiệm vụ duy trì sự ổn định và hoạt động thường xuyên của chính quyền quốc gia, đồng thời bảo vệ độc lập và toàn vẹn lãnh thổ của đất nước. Tổng thống có quyền giải tán Quốc hội Croatia (trong những trường hợp do Hiến pháp quy định) và tổ chức trưng cầu ý dân (có thủ tướng tiếp ký). Tổng thống bổ nhiệm thủ tướng căn cứ vào số lượng đại biểu của các đảng trong Quốc hội sau khi thảo luận với lãnh đạo các đảng, quyết định ân xá và tặng thưởng huân chương, các giải thưởng nhà nước. Tổng thống và Chính phủ hợp tác thực hiện chính sách đối ngoại. Ngoài ra, tổng thống là tổng tư lệnh Quân đội Croatia. Tổng thống bổ nhiệm giám đốc Cơ quan An ninh và Tình báo với sự đồng ý của thủ tướng. Tuy được hưởng quyền miễn trừ nhưng tổng thống vẫn có thể bị luận tội vì vi phạm Hiến pháp. Trong trường hợp tổng thống tạm thời hoặc vĩnh viễn không làm việc được thì chủ tịch Quốc hội giữ quyền tổng thống. Trong trường hợp khuyết tổng thống thì phải bầu ra tổng thống mới chậm nhất là 60 ngày.

## Văn phòng Tổng thống

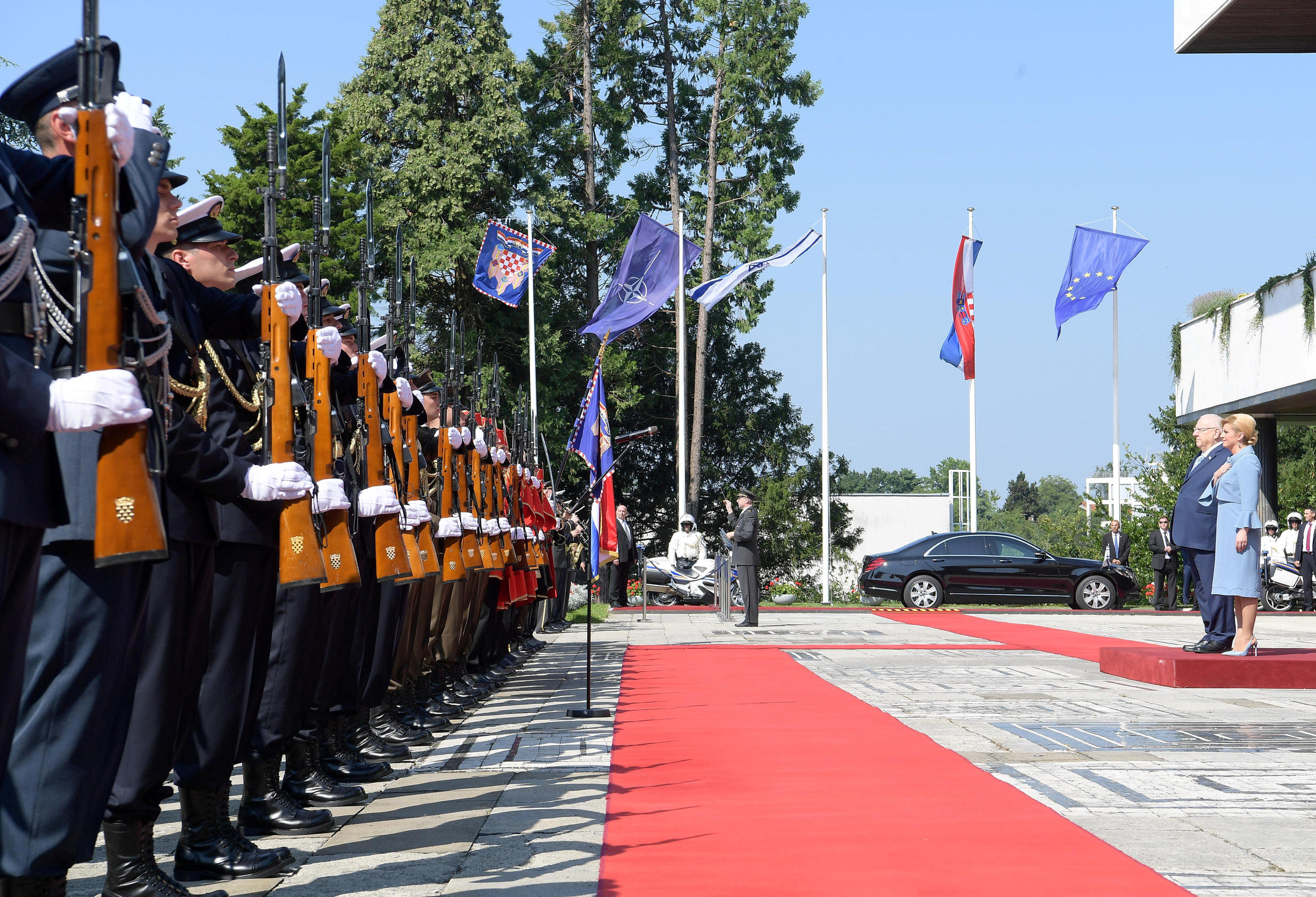
Đội danh dự Quân đội Croatia đón tiếp nguyên thủ quốc gia nước ngoài trước Dinh Tổng thống. Trong hình: Tổng thống Israel Reuven Rivlin thăm cấp nhà nước vào năm 2018.

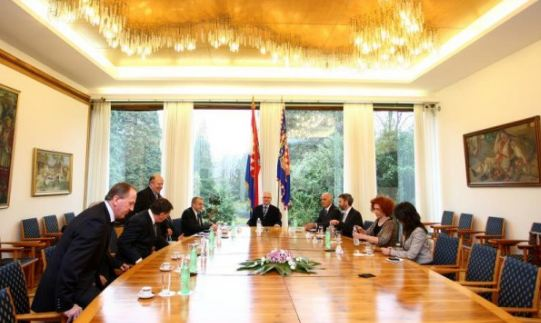
Phòng tiếp khách Bắc là phòng họp chính trong Dinh Tổng thống.

Văn phòng Tổng thống (tiếng Croatia: Ured Predsjednika Republike) gồm những nhân viên trực thuộc tổng thống và những nhân viên hỗ trợ báo cáo với tổng thống. Tháng 5 năm 2008, Văn phòng Tổng thống có 170 nhân viên, với mức biên chế tối đa là 191 người. Năm 2009, Văn phòng Tổng thống được ngân sách nhà nước phân bổ 54 triệu kuna (k. 7,3 triệu euro). Mức lương ròng hàng tháng của tổng thống là 23.500 kuna (k. 3.170 euro).
Văn phòng Tổng thống được Franjo Tuđman thành lập vào ngày 19 tháng 1 năm 1991. Chánh Văn phòng Tổng thống (tiếng Croatia: Predstojnik ureda) do tổng thống bổ nhiệm. Tổng thống ban hành quyết định quy định cơ cấu tổ chức của Văn phòng Tổng thống. Văn phòng Tổng thống gồm tám vụ, bốn hội đồng, một ủy ban ân xá tổng thống và hai ủy ban tặng thưởng huân chương, huy chương.

### Dinh Tổng thống

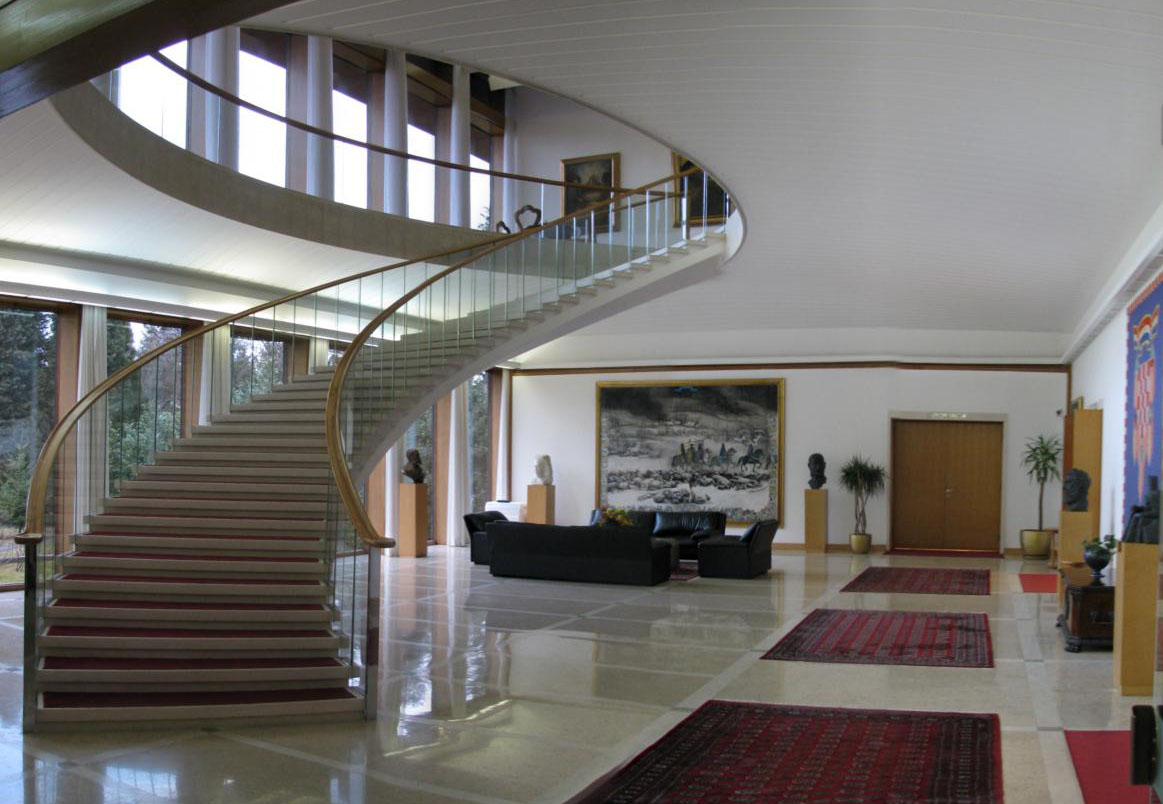
Tiền sảnh của Dinh Tổng thống

Dinh Tổng thống (tiếng Croatia: Predsjednički dvori, cũng được gọi bằng hoán dụ Pantovčak) tại Zagreb là nơi làm việc chính thức của tổng thống, là trụ sở Văn phòng Tổng thống Croatia. Tòa nhà có diện tích 3.700 mét vuông (40.000 foot vuông), được dùng làm nơi ở chính thức kể từ khi Tổng thống Franjo Tuđman chuyển vào sau vụ đánh bom phủ tổng thống cũ vào tháng 10 năm 1991. Ngoài tòa nhà ban đầu, còn có một khu phụ với diện tích 3.500 mét vuông (38.000 foot vuông) được xây dựng vào năm 1993, gồm các văn phòng an ninh và một hầm tránh bom có từ trước thập niên 90. Dinh Tổng thống trước đây gọi là Biệt thự Zagorje hay Biệt thự của Tito, do kiến trúc sư Vjenceslav Richter và Kazimir Ostrogović thiết kế cho cựu tổng thống Nam Tư Josip Broz Tito và hoàn thành vào năm 1964.

## Bầu cử và nhậm chức
Tổng thống được bầu ra theo nguyên tắc phổ thông đầu phiếu và bỏ phiếu kín. Nhiệm kỳ của tổng thống là năm năm. Bầu cử tổng thống được tổ chức theo chế độ hai vòng. Nếu không có người ứng cử nào giành được quá nửa số phiếu bầu trong vòng đầu tiên thì phải tổ chức vòng thứ hai chậm nhất là 14 ngày. Không ai được giữ chức vụ tổng thống quá hai nhiệm kỳ. Công dân Croatia đủ 18 tuổi trở lên có quyền ứng cử tổng thống nếu có chữ ký ủng hộ của 10.000 cử tri. Chi tiết việc bầu cử tổng thống do luật định.
Hiến pháp Croatia quy định tân tổng thống không được giữ tư cách đảng viên của một đảng và  không được kiêm nhiệm chức vụ đại biểu quốc hội. Tân tổng thống phải tuyên thệ trung thành với Hiến pháp Croatia trước các thẩm phán Tòa án Hiến pháp. Lễ tuyên thệ nhậm chức thông thường được tổ chức ở Zagreb tại Quảng trường Thánh Máccô phía trước Nhà thờ Thánh Máccô, nằm giữa tòa nhà Quốc hội và trụ sở Chính phủ. Lời tuyên thệ được quy định tại Luật Bầu cử tổng thống sửa đổi năm 1997. Lời tuyên thệ trong tiếng Croatia sử dụng giống đực đối với tất cả các danh từ ngay cả khi người tuyên thệ nhậm chức tổng thống là phụ nữ (như trường hợp tổng thống Kolinda Grabar-Kitarović vào năm 2015). Tuy nhiên, Hiến pháp Croatia quy định rằng tất cả các danh từ được sử dụng trong lời tuyên thệ đều áp dụng như nhau cho cả hai giới tính. Lời tuyên thệ nhậm chức tổng thống như sau:
| Nguyên văn tiếng Croatia: Prisežem svojom čašću da ću dužnost predsjednika Republike Hrvatske obavljati savjesno i odgovorno, na dobrobit hrvatskog naroda i svih hrvatskih državljana. Kao hrvatski državni poglavar: - držat ću se Ustava i zakona, - brinuti se za poštovanje ustavnopravnog poretka Republike Hrvatske, - bdjeti nad urednim i pravednim djelovanjem svih tijela državne vlasti, - čuvati nezavisnost, opstojnost i jedinstvenost države Hrvatske. Tako mi Bog pomogao. Bản dịch tiếng Việt: Tôi lấy danh dự của tôi xin thề rằng tôi sẽ thực hiện nhiệm vụ của tổng thống Cộng hòa Croatia một cách tận tâm và có trách nhiệm, vì lợi ích của dân tộc Croatia và mọi công dân Croatia. Là nguyên thủ quốc gia Croatia, tôi sẽ: - tuân thủ Hiến pháp và pháp luật, - đảm bảo rằng trật tự hiến pháp của Cộng hòa Croatia được tôn trọng, - giám sát sự hoạt động có trật tự, công bằng của tất cả các cơ quan nhà nước, - bảo vệ nền độc lập, sự tồn tại và thống nhất của nhà nước Croatia. Xin Chúa giúp con. |
| |

### Lịch sử

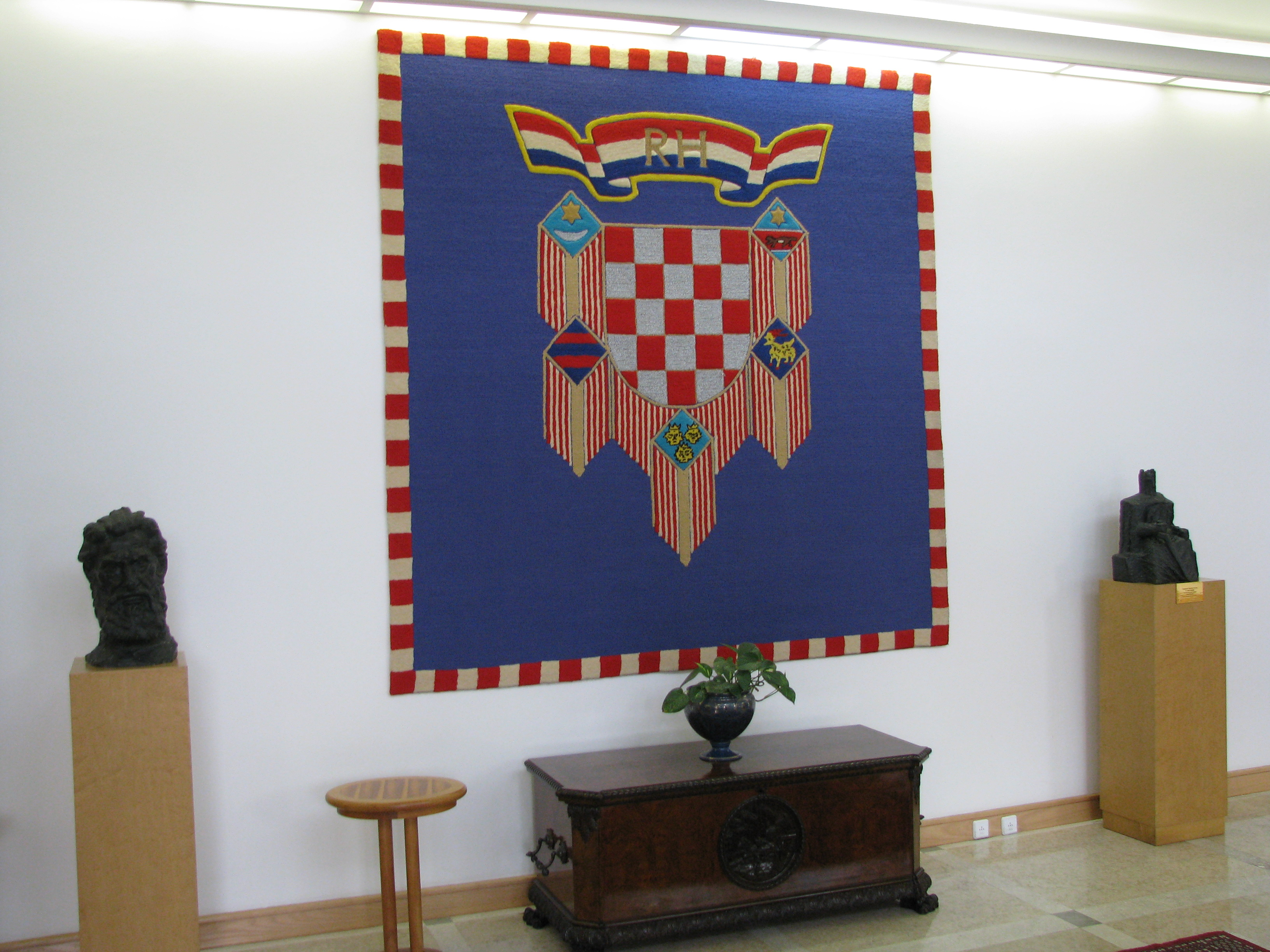
Tranh thảm thêu trong Văn phòng Tổng thống, hai bên là tượng nửa người của Ante Starčević và Vua Tomislav

Dưới chính thể Cộng hòa Xã hội chủ nghĩa Croatia thuộc Cộng hòa Liên bang Xã hội chủ nghĩa Nam Tư, Đoàn chủ tịch là chủ tịch tập thể của Croatia, do quốc hội bầu ra. Sau khi Liên minh Dân chủ Croatia thắng cử trong cuộc bầu cử quốc hội năm 1990, Franjo Tuđman được bầu làm chủ tịch Đoàn chủ tịch vào ngày 30 tháng 5. Ngày 25 tháng 7 năm 1990, quốc hội thông qua nhiều sửa đổi hiến pháp, thành lập chức vụ tổng thống và phó tổng thống. Hiến pháp Croatia năm 1990 thành lập một chế độ bán tổng thống.
Tuđman trúng cử tổng thống năm 1992 và tuyên thệ nhậm chức vào ngày 12 tháng 8 năm 1992. Ông được tái cử vào năm 1997. Trong cùng năm, Hiến pháp Croatia được sửa đổi. Sau khi ông qua đời vào năm 1999, hiến pháp được sửa đổi theo hướng chuyển giao phần lớn quyền hạn của tổng thống cho quốc hội và chính phủ, thành lập một chế độ đại nghị. Mesić thuộc Đảng Nhân dân Croatia trúng cử tổng thống hai nhiệm kỳ liên tiếp vào năm 2000 và năm 2005. Năm 2009–2010, ứng cử viên Đảng Dân chủ Xã hội Josipović trúng cử tổng thống. Grabar-Kitarović trúng cử tổng thống vào năm 2014–15, là nữ tổng thống đầu tiên của Croatia.

## Quyền miễn trừ và luận tội
Tổng thống Croatia có quyền miễn trừ. Không được bắt giữ, khởi tố hình sự tổng thống nếu không có sự đồng ý của Tòa án Hiến pháp; trong trường hợp tổng thống phạm tội quả tang mà bị bắt giữ thì cơ quan bắt giữ phải lập tức báo cáo chủ tịch Tòa án Hiến pháp.
Tổng thống Croatia có thể bị luận tội vì vi phạm hiến pháp trong khi thực hiện nhiệm vụ, quyền hạn của mình. Quyết định đàn hặc phải được hai phần ba tổng số đại biểu Quốc hội biểu quyết tán thành. Tòa án Hiến pháp quyết định luận tội tổng thống. Trường hợp hai phần ba tổng số thẩm phán biểu quyết tán thành kết tội thì tổng thống bị cách chức.

## Trường hợp khuyết tổng thống, không làm việc được
Trong trường hợp tổng thống Croatia không làm việc được trong thời gian ngắn do vắng mặt, ốm đau hoặc nghỉ dưỡng thì tổng thống phân công chủ tịch Quốc hội Croatia thực hiện nhiệm vụ của mình. Trong trường hợp tổng thống không làm việc được trong thời gian dài hơn do bệnh tật hoặc những lý do khác và đặc biệt nếu tổng thống không thể quyết định phân công cho một cấp phó thì chủ tịch Quốc hội giữ quyền tổng thống theo quyết định của Tòa án Hiến pháp căn cứ vào đề nghị của Chính phủ.
Trong trường hợp tổng thống qua đời hoặc từ chức, được thông báo cho chủ tịch Tòa án Hiến pháp và chủ tịch Quốc hội, hoặc trong trường hợp Tòa án Hiến pháp quyết định kết tội tổng thống theo thủ tục luận tội thì chủ tịch Quốc hội giữ quyền tổng thống, bầu cử tổng thống mới phải được tổ chức chậm nhất là 60 ngày. Trong thời gian khuyết tổng thống, luật được thủ tướng ký ban hành. Vlatko Pavletić trở thành quyền tổng thống sau khi Franjo Tuđman qua đời vào ngày 10 tháng 12 năm 1999 (tổng thống duy nhất qua đời tại chức). Sau cuộc bầu cử Quốc hội năm 2000, Zlatko Tomčić giữ quyền tổng thống cho đến khi Stjepan Mesić trúng cử tổng thống trong cùng năm.

## Hậu nhiệm kỳ
Sau khi mãn nhiệm, nguyên tổng thống được nhà nước cấp một văn phòng, hai nhân viên, một tài xế, một chiếc xe công vụ và cận vệ. Chính phủ Croatia phải cung cấp những chế độ này chậm nhất là 30 ngày sau khi tổng thống hết nhiệm kỳ nếu có yêu cầu của tổng thống.
Chế độ đãi ngộ của nguyên tổng thống được Quốc hội quy định vào năm 2004 trong nhiệm kỳ đầu tiên của Stjepan Mesić. Trước đó, hiến pháp Croatia quy định nguyên tổng thống giữ tư cách trọn đời thành viên Viện các Hạt của Quốc hội trừ phi nguyên tổng thống từ chối. Tuy nhiên, điều khoản này không được thực hiện do Franjo Tuđman qua đời trong khi đương nhiệm và Viện các Hạt bị giải tán trước khi Stjepan Mesić hết nhiệm kỳ đầu tiên.